# Algiz
| Algiz            | Algiz           | Algiz           | Algiz          | Algiz          | Algiz    | Algiz    |
| Nome             | Proto-germanico | Proto-germanico | Antico inglese | Antico inglese |          |          |
| ---------------- | --------------- | --------------- | -------------- | -------------- | -------- | -------- |
| Nome             | *Algiz (?)      | *Algiz (?)      | Eolh           | Eolh           |          |          |
| Significato      | alce            | alce            | alce           | alce           | alce     | alce     |
| Forma            | Fuþark antico   | Fuþark antico   | Fuþorc         | Fuþorc         |          |          |
| Forma            |                 |                 |                |                |          |          |
| Unicode          | ᛉ U+16C9        | ᛉ U+16C9        | ᛉ U+16C9       | ᛉ U+16C9       | ᛉ U+16C9 | ᛉ U+16C9 |
| Traslitterazione | z               | z               | x              | x              | x        | x        |
| Trascrizione     | z               | z               | x              | x              | x        | x        |
| IPA              | [z]             | [z]             | [ks]           | [ks]           | [ks]     | [ks]     |
| Ordine alfab.    | 15              | 15              | 15             | 15             | 15       | 15       |

*Algiz (in italiano "alce"), o *Elhaz, è il nome proto-germanico ricostruito della runa del Fuþark antico che rappresenta la -z finale (carattere Unicode ᛉ), che deriva dalla *-s finale proto-indoeuropea. Tale runa compare anche nel Fuþorc anglosassone e frisone con il nome di Eolh (da cui è stata ricostruita la parola algiz): essa tuttavia rappresenta un suono differente, /ks/. Nel Fuþark recente la z finale divenne obsoleta e con essa la algiz, che viene solitamente trascritta con ʀ in proto-norreno e norreno; il suono alla fine divenne la -r finale in norreno, ma la sua continuazione nella runa yr mostra che c'era differenza tra la r e la ʀ in norreno orientale (il dialetto svedese e danese del norreno) nell'XI secolo.
La forma della algiz passò in Fuþark recente anche nella runa maðr, che sostituì la mannaz del Fuþark antico.
Come la runa ingwaz, la algiz differisce dalle altre rune poiché il suo nome non inizia con il suono che rappresenta: il suono è infatti un suffisso, ed esso si trova di conseguenza al termine del nome.

## Poemi runici
La algiz è nominata nel poema runico anglosassone:
| Poema runico: | Traduzione: |
| Antico inglese Eolh-secg eard hæfþ oftust on fenne wexeð on wature, wundaþ grimme, blode breneð beorna gehwylcne ðe him ænigne onfeng gedeþ. | La carice dell'alce si trova soprattutto negli acquitrini, cresce nell'acqua e provoca orrende ferite, coprendo di sangue ogni guerriero che la tocca. |

## Usi recenti

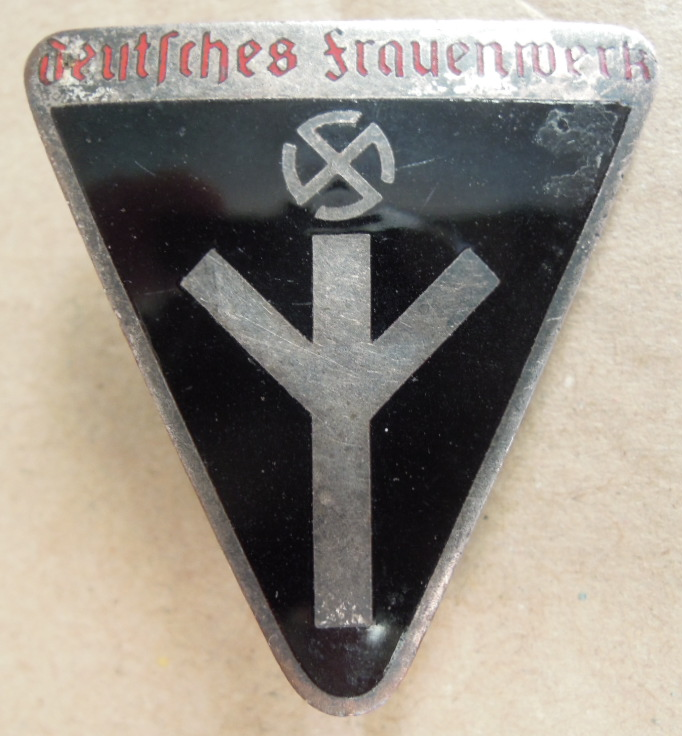
Distintivo di appartenenza al Deutsches Frauenwerk

Le rune dell'Armanen Fuþark (dette anche rune armane) di Guido von List yr e man furono liberamente ispirate alle rune yr e maðr del Fuþark recente e avevano un significato esoterico non riscontrabile nelle originali. Le rune di List, divenute popolari nell'ambito dell'Ariosofia di inizio Novecento, furono poi riprese e modificate da Karl Maria Wiligut, che fu responsabile della loro adozione da parte del Partito Nazista, ed in seguito ampiamente utilizzate nella letteratura e nella propaganda del Terzo Reich quanto nel nazismo esoterico e nelle correnti del misticismo nazista.
A causa della ripresa da parte del nazionalsocialismo, nel dopoguerra vari gruppi neofascisti, neonazisti e suprematisti bianchi hanno riutilizzato frequentemente il simbolo in funzione politica, spesso utilizzando come logo per movimenti o partiti come nel caso della National Alliance statunitense.
Varie forme della algiz sono comunemente utilizzate da diversi gruppi neopagani come simbolo della propria religione.